# المناوشات الحدودية بين أفغانستان وباكستان 2017
المناوشات الحدودية بين أفغانستان وباكستان وقعت في 5 مايو 2017 عملية تبادل لإطلاق النار بين قوات الأمن الباكستانية والأفغانية في منطقة شامان الحدودية لباكستان. لقي ما لا يقل عن 15 شخصًا مقتلهم من كلا الجانبين في الاشتباك الحدودي المباشر.

## خلفية تاريخية
خط دوراند يمثل الحدود التي رسمها البريطانيون عام 1893 بين البلدين. وتعترف باكستان بالحدود، لكن أفغانستان لا تعترف بها، وتقول إن أي نشاط على جانبي خط دوراند يجب أن يكون بموافقة البلدين. يشوب التوتر العلاقات بين أفغانستان وباكستان منذ استقلال باكستان في العام 1947. وعادة ما تحظى أفغانستان بعلاقات أفضل مع الهند عدوة باكستان، وتتهم أفغانستان باكستان منذ سنوات بإيواء مسلحين من طالبان الأفغانية على أراضيها وهو أمر تنفيه باكستان. ويقول كثير من الزعماء الأفغانيين إن باكستان لا تزال تساعد طالبان وتعتبرهم أداة لمواجهة نفوذ الهند، خصمها القديم في أفغانستان.

## الاشتباك
اندلعت الاشتباكات لساعات عدة بين قوات باكستانية وأفغانية يوم الجمعة 5 مايو عبر الحدود المتنازع عليها بين البلدين، قال الجيش الباكستاني إن الاشتباكات اندلعت في قرية نائية على مقربة من بلدة شامان الباكستانية الحدودية بينما كان فريق تعداد باكستاني يعمل على جمع بيانات عن السكان تحت حماية عناصر من حرس الحدود. وقال الجيش إن شخصاً واحداً على الأقل قتل وأصيب 18 آخرون.
قال الناطق باسم الشرطة في إقليم قندهار الأفغاني ضياء دوراني: إن المسؤولين الباكستانيين يستخدمون التعداد ستاراً لأنشطة ضارة ولتحريض القرويين على الحكومة». وقال قائد شرطة قندهار الجنرال عبد الرازق إن 40 جندياً باكستانياً و37 شخصاً آخر قتلوا من بينهم 14 من شرطة الحدود الأفغانية، قال الجيش الباكستاني إن أعمال العنف توقفت في وقت لاحق من يوم الجمعة. استدعت وزارة الخارجية الباكستانية القائم بالأعمال الأفغاني في إسلام آباد للاحتجاج وقالت إن إطلاق النار وقع من دون استفزاز. قال الجيش الباكستاني إن شرطة الحدود الأفغانية كانت تختلق العقبات لفريق التعداد في منطقة شامان منذ 30 أبريل، وأضاف الجيش: «حدث ذلك على رغم حقيقة إبلاغ السلطات الأفغانية قبل فترة كافية وعلى رغم التنسيق عبر قنوات ديبلوماسية وعسكرية لتنفيذ التعداد».

## التهدئة
أغلق المعبر الحدودي بين البلدين في بلدة شامان الباكستانية نتيجة للمناوشات. تسكن المنطقة قبائل أشاكزاي على جانبي الحدود، وفي أعقاب المناوشات تم إجلاء المدنيين من الجانبين إلى مواقع أكثر أمانًا. وفي كويتا نظمت مجموعة من المتظاهرين مظاهرة خارج القنصلية الأفغانية تدين القوات الأفغانية.
عقب سلسلة من اجتماعات بين المسؤولين الباكستانيين والأفغان، اتفق الجانبان على إجراء مسح جيولوجي مشترك لترسيم المنطقة الحدودية، وأنه سيتم النظر في خرائط غوغل لهذا الغرض. ذكرت صحيفة داون أن الجانب الباكستاني أوضح" للأفغان أن القريتين المتضررتين من الحادث ينتميان إلى الجانب الباكستاني من الحدود.